# Craugastor stadelmani
Craugastor stadelmani is een kikker uit de familie Craugastoridae. De soort werd voor het eerst wetenschappelijk beschreven door Karl Patterson Schmidt in 1936. Oorspronkelijk werd de wetenschappelijke naam Eleutherodactylus stadelmani gebruikt. De soortaanduiding stadelmani is een eerbetoon aan Raymond Edward Stadelman, die het holotype verzamelde.
Craugastor stadelmani in delen van Midden-Amerika en leeft endemisch in Honduras. Craugastor stadelmani wordt bedreigd door het verlies van habitat. Sinds 1993 is deze kikker niet meer gezien.